# Ruaidri mac Tairdelbach Ó Conchobair
Ruaidri mac Tairdelbach Ua Conchobair, rey de Connacht, murió en 1384.
Los Anales de los Cuatro Maestros dicen de él:
"Rory, el hijo de Turlough O'Conor, Rey de Connacht, murió de la peste en la noche de la festividad de Santa Catalina, después de reinar dieciséis años y tres meses como rey de todo Connacht, como el poeta Maoilin Ó Mulconry atestigua en el poema que enumera los reyes de Irlanda:"
"Rory el Real llevó las riendas/Por dieciséis años y un trimestre/En Cruachan-Aoi, sin disputas/El hijo de Turlough, feroz en batallas."
"Después de que estos dos Señores se instalaran en Connacht, Turlough Oge, hijo de Hugh, hijo de Turlough, fue inaugurado por O'Kelly, el Clann-Rickard, Donnell, hijo de Murtough O'Conor, y todo el Clann-Donough; Turlough Roe, hijo de Hugh, hijo de Felim, hijo de Hugh, hijo de Owen, fue así mismo instalado en el señorío por Mac Dermot, la raza de Murtough Muimhneach, y todo los otros jefes de Sil-Murray. A consecuencia de esto, estalló una gran guerra por todo Connacht, en general, de modo que fueron muy perturbados."